# TENRIN
TENRIN（テンリン）は、日本の女性アイドルグループ。imaginate所属。同社が手がけるアイドルグループにより構成されるHEROINESの一員でもある。ヒロインズリーグでは2025年6月現在1部に所属。所属レーベルはCROSS SIDE MUSIC。2020年結成。

## 概要

### 沿革
2020年2月に解散したMOBIUS （メビウス）の後継グループとして2020年5月に心葵（かなた）、夢羅（ゆら）、雅楽（おと）、千結（ちゆう）、茶茶（ちゃちゃ）の5人で結成。同年6月にプレデビューライブを新宿BLAZEにて無観客で行い、翌7月には同会場にて100名限定の有観客ライブとしてデビューライブを開催した。同年11月には1stシングル『アーティファクト』をリリース。
2023年7月18日、川崎CLUB CITTA'にて3周年記念ワンマンライブ「天生輪廻」をバンドセットで開催。
2024年11月25日には東京Spotify O-EASTにて4周年記念ワンマンライブ「天生輪廻」をバンドセットで開催。
数度にわたるメンバーの脱退・卒業・加入を経て2025年1月現在は7人体制で活動している。

### コンセプト・音楽性
グループ名は「転生輪廻」に由来し、キャッチコピーは「ここで死んで、ここで蘇れ。」である。
「私達のLIVEが死ぬくらい楽しいと思えるほどの時間を！死んでしまうくらい熱狂できる空間を！作り上げ、明日からまた頑張ろうと生きる糧を蘇らせる」というコンセプトを掲げており、上述のキャッチコピーもこれを表現したものである。
HEROINESグループに多数の提供作品がある作曲家磯野涼を中心に、Naked Identity Created by KingのギタリストNishi AtsukiやGEEKSのボーカル・ギターエンドウ.らが楽曲を提供しており、音楽ジャンルとしてはラップやシンセサウンドを取り入れたミクスチャーロック・ラウドロックを主体としている。
周年記念ワンマンライブのような大規模なライブではバンドセットによるライブを行っており、バンド演奏は上述のエンドウ.が所属するGEEKSが務める。
音楽ライターの冬将軍は、2022年10月以降の5人体制（のもあ、天鬼、鳴海、月神、白洲）と、続く7人体制（七瀬、雅が加入）について、当時のラウドロック系アイドルとしては最も声量のあるグループと評価した。

## 略歴
2020年
- 5月25日、結成を発表。
- 6月28日、プレデビューLIVEを新宿BLAZEにて無観客・無料配信で開催[3]。
- 7月21日、「TENRINデビューLIVE」（新宿BLAZE）開催[4]。
- 11月3日、1stシングル『アーティファクト』をリリース[13]。
- 11月15日、千結が卒業[14][15]。

2021年
- 4月6日 - 9日、メンバー4人の改名を発表（「心葵」→「空乃かなた」、「雅楽」→「紫苑おと」、「茶茶」→「のもあちゃちゃ」、「夢羅」→「夏目ゆら」）。
- 4月18日 - 20日、新メンバー（白洲あやん、月神妃星、天鬼桃歌）公開。
- 5月4日、新体制お披露目ライブ「黒狼」（新宿BLAZE、BLKLiLiYとのツーマン）開催。
- 8月26日 - 9月10日、「東名阪TOUR〜天生輪廻」開催（名古屋・ReNY limited、大阪・バナナホール、東京・新宿BLAZE）。
- 9月10日、夏目ゆら卒業。
- 12月31日、空乃かなた卒業[16]。

2022年
- 2月16日、月神妃星が月神キラに改名[17]。
- 2月19日 - 20日、新メンバー（鳴海こま、今居るか）公開。
- 3月11日、「新体制お披露目ライブ〜天生輪廻〜」（新宿BLAZE）開催。
- 7月9日、アルバム『天生輪廻』配信開始。
- 7月21日、「天生輪廻〜TENRIN 2nd Anniversary LIVE〜」（LIQUIDROOM）開催。
- 8月24日、「TENRIN's Party in OSAKA〜てんりんとあそんだらええじゃないか〜」（バナナホール）開催。
- 9月8日、紫苑おと卒業[18][19]。
- 10月15日、前日付で今居るかの脱退、及び事務所退所を発表[20]。

2023年
- 1月28日 - 2月5日、TENRIN×マーキュロ×ミソラドエジソン3MAN TOUR「KERBEROS」開催。
- 3月26日 - 27日、新メンバー（雅なぎ、七瀬にこ）公開。
- 4月10日、「HEROINES FES vol.07」（Spotify O-EAST）にて新メンバーお披露目。
- 4月12日、新体制での再録を含むアルバム『T.E.N.R.I.N』を配信リリース[11]。
- 7月18日、「天生輪廻～TENRIN 3rd Anniversary LIVE～」（CLUB CITTA'）開催。

2024年
- 1月20日 - 3月31日、スプリットツアー2024 春「GOD SICK -ゴシック-」（シュレーディンガーの犬、MAD MEDiCiNEとの3マン）開催。
- 2月16日、天鬼桃歌卒業[21]。
- 5月5日、「HEROINES FES」動員および観客投票で5位となり、6月から始まるヒロインズリーグでの所属が1部に決定。
- 6月18日、鳴海こま卒業。
- 7月8日、白洲あやんが交通事故に巻き込まれ活動休止[22]。
- 8月7日 - 8日、新メンバー（蓮花うらら、霞あげは）発表[8]。
- 8月9日、新体制お披露目ライブ（神田スクエアホール）開催。
- 11月25日、「TENRIN 4th Anniversary Live 天生輪廻 band set」（O-EAST）を開催。

## メンバー
2025年1月現在。

### 現メンバー
| 名前                      | 誕生日   | メンバーカラー | 備考                                                                                 |
| ------------------------- | -------- | -------------- | ------------------------------------------------------------------------------------ |
| のもあ ちゃちゃ           | 10月7日  | 赤色           | オリジナルメンバー、3代目リーダー 2021年4月8日、「茶茶（ちゃちゃ）」から改名発表     |
| 白洲 あやん しらす あやん | 3月13日  | 白色           | 2021年4月18日加入発表 元マボロシ可憐GeNE、幻.no（沖本蒼奈） ミスiD2016ファイナリスト |
| 雅 なぎ みやび なぎ       | 1月11日  | 緑色           | 2023年3月26日加入発表 元君のヤミは全部僕が背負う。（のゔぁ）                         |
| 七瀬 にこ ななせ にこ     | 2月8日   | 紫色           | 2023年3月27日加入発表 元Pimm's（亀田真由）、パラレルサイダー（天白にこ）             |
| 蓮花 うらら れんげ うらら | 12月24日 | 桃色           | 2024年8月7日加入発表 元よるもにゅ！ （緋流らん）                                     |
| 霞 あげは かすみ あげは   | 8月23日  | 青色           | 2024年8月8日加入発表 元SO.ON project TOKYO（蛭子屋蝶羽）                             |

### 元メンバー
| 名前                      | 誕生日   | メンバーカラー | 備考 |
| ------------------------- | -------- | -------------- | --- |
| 千結 ちゆう               |          |                | オリジナルメンバー。2020年11月15日卒業 卒業後、//ネコプラ//（空野すず）、rosé collage（恋萌ちゆう→楠ちゆう）として活動              |
| 夏目 ゆら なつめ ゆら     | 2月22日  | 緑色           | オリジナルメンバー 2021年4月9日、「夢羅」（ゆら）から改名発表 2021年9月10日卒業 元NEAR（津々楽ゆら） TikToker「ゆら猫」としても活動 |
| 空乃 かなた そらの かなた | 8月21日  | 青色           | オリジナルメンバー、初代リーダー 2021年4月6日、「心葵」（かなた）から改名発表 2021年12月31日卒業 元MOBIUS、卒業後TELLMIT所属        |
| 紫苑 おと しおん おと     | 7月13日  | 紫色           | オリジナルメンバー、2代目リーダー 2021年4月7日、「雅楽」（おと）から改名発表 2022年9月8日卒業                                       |
| 今居 るか いまい るか     | 12月13日 | 緑色           | 2022年2月20日加入発表、同年10月14日脱退 元ポンコツコンポ                                                                            |
| 天鬼 桃歌 あまき ももか   | 11月21日 | 桃色           | 2021年4月20日加入発表。2024年2月16日卒業                                                                                            |
| 鳴海 こま なるみ こま     | 3月9日   | 青色           | 2022年2月19日加入発表、2024年6月18日卒業 元MIGMA SHELTER（コマチ）、グーグールル（藤宮コマチ） ミスiD2020 TOKYOブラックホール賞     |
| 月神 キラ せれね キラ     | 6月4日   | 黄色           | 2021年4月19日加入発表 2022年2月16日、「月神妃星」から改名 2025年7月29日卒業                                                         |

## 作品

### CD
| # | 発売日        | タイトル                   | 収録曲                                                | 備考 |
| - | ------------- | -------------------------- | ----------------------------------------------------- | ---- |
| 1 | 2020年11月3日 | アーティファクト＜通常盤＞ | 1. アーティファクト 2. 覚醒乙女 3. 鬼ごっこ           |      |
| 1 | 2020年11月3日 | アーティファクト＜心葵盤＞ | 1. アーティファクト 2. 鎧袖一触 3. アライズ           |      |
| 1 | 2020年11月3日 | アーティファクト＜茶茶盤＞ | 1. アーティファクト 2. 覚醒乙女 3. ジャンピングソイヤ |      |
| 1 | 2020年11月3日 | アーティファクト＜千結盤＞ | 1. アーティファクト 2. マツリカ舞う風 3. 鬼ごっこ     |      |
| 1 | 2020年11月3日 | アーティファクト＜雅楽盤＞ | 1. アーティファクト 2. IZAYOI 3. SAWAGE               |      |
| 1 | 2020年11月3日 | アーティファクト＜夢羅盤＞ | 1. アーティファクト 2. 新世界へ 3. 黎明ハイドアウト   |      |

### 楽曲配信
| # | 発売日        | タイトル      | 収録曲 | 備考 |
| - | ------------- | ------------- | --- | ---- |
| 1 | 2022年7月9日  | 天生輪廻      | 1. リザレクション 2. OUTSIDER 3. NICE VIEW 4. 革命トリガー 5. Black and White 6. Poker Beast 7. 藍乱舞幽 8. SUNSET                                                                            |      |
| 2 | 2023年4月12日 | T.E.N.R.I.N   | 1. Cross Fire 2. OUTSIDER 3. ANARCHY 4. 獄上パライソ 5. リザレクション 6. Invisible Rays 7. Black and White 8. Poker Beast 9. 革命トリガー 10. ダミーハート 11. 黎明ハイドアウト 12. 藍乱舞幽 |      |
| 3 | 2023年9月25日 | REINCARNATION | 1. 周年SE 2. アーティファクト 3. 新世界へ 4. SAWAGE 5. jumping ソイヤ！ 6. AGE↑サマ 7. SUNSET 8. 鎧袖一触 9. NICEVIEW 10. 覚醒乙女 11. おにごっこ 12. IZAYOI 13. スカーレット 14. 輪廻        |      |